# トレヴェンツオーロ
トレヴェンツオーロ（伊: Trevenzuolo）は、イタリア共和国ヴェネト州ヴェローナ県にある、人口約2,800人の基礎自治体（コムーネ）。

## 地理

### 位置・広がり

#### 隣接コムーネ
隣接するコムーネは以下の通り。括弧内のMNはマントヴァ県所属を示す。
- カステルベルフォルテ (MN)
- エルベ
- イーゾラ・デッラ・スカーラ
- ノガローレ・ロッカ
- ロヴェルベッラ (MN)
- ヴィガージオ

### 気候分類・地震分類
気候分類では、zona E, 2348 GGに分類される。
また、イタリアの地震リスク階級 (it) では、zona 3 (sismicità bassa) に分類される。